# 吳堯堯
吳堯堯（英語：Ng Yo Yo），1981年6月2日—），原名吳巧垚，香港藝人及模特兒，2000年投身演藝事業，曾經參與演出多部電視劇集、電影及拍攝廣告、擔任模特兒及節目主持，並以藝人身份參與社會公益及慈善活動。2015年於網絡電台節目《星期5冇女2》飾演「仙樂都」一角，受到外界的關注，此後以「仙樂都」為藝名，在2012至2015年間出版個人寫真集及散文著作，2019年發行首張個人音樂專輯。

## 個人簡歷
吳堯堯原名吳巧垚，為中泰混血兒，出生於香港，1998年畢業於伯特利中學，在校時是一名商科學生。她在1999年參加亞洲電視劇集《我和殭屍有個約會II》舉辦的《長腿美少女選舉》，並客串演出該劇，由此投身娛樂事業。吳堯堯的娛樂事業工作包括曾經參與演出多部電視劇集及電影、擔任電視及網絡節目主持、以模特兒身份示範服裝及拍攝廣告等，2003年參加電訊公司與成人雜誌舉辦的《T-Back皇后選舉》獲得冠軍。2012，吳堯堯首次出版寫真集，並於香港書展中參展。2015年，吳堯堯於網絡電台香港人網節目《星期5冇女2》飾演「仙樂都」一角，在節目直播期間遭到網絡紅人林克霖非禮，事件受到外界的關注，同年，吳堯堯以其藝名「仙樂都」出版散文著作《仙樂都手記》，以文字及照片分享其工作經歷，同時自資製作歌曲《新出發》，其後於2019年發行首張個人音樂專輯《從新·感動》。
2020年，吳堯堯與其男友梁國鋒註冊結婚，其後於2021年誕下女兒。

## 演藝作品
自1999年至今，吳堯堯曾經參與演出多部電視劇集、電影及網上節目，以及擔任節目主持人，以下是其主要的演藝作品（首次上映或播放年份以香港區為準）：

### 電視劇集
- 《我和殭屍有個約會II》（2000年）
- 《寶島春夢》（2000年）
- 《爸爸兩邊走》（2004年）
- 《澳門特警》（2017年）[8]

### 音樂短片
- 《眼睛想旅行》（杜汶澤）（2005年）[9]

### 電影及網絡電影
- 《天生愛情狂》（2012年）
- 《妖魅都市》（2013年）
- 《滅火雙雄》（2014年）[10]
- 《原罪》（2015年）[11]
- 《澳囧》（2015年）[12]
- 《屍小姐Z》（2016年）[13]
- 《澳囧風雲》（2017年）[14]
- 《極闘4》（2018年）

### 電視及網絡節目
- 《星期5冇女2》（2012年）[15]
- 《7條事業線：食腦任務》（2013年）[16]
- 《怪談．六魔女》（2014年）
- 《覓食大灣區》（2019年）[17]

## 刊物及著作
在2012至2015年間，吳堯堯每年均會出版個人寫真集，以美感為主題，於香港書展中參展。2015年，吳堯堯出版文字書籍《仙樂都手記》，透過文字及照片，講述其從事模特兒及演藝工作的經歷，並首次在香港書展舉行簽名會。以下是吳堯堯的個人刊物著作：
- 《Joy YoYo》（2012年7月）[19]
- 《YoYo Born To Be...》（2013年）[20]
- 《Joy YoYo @ Phuket》（2014年）[21]
- 《Joy YoYo @ Phuket珍藏版》（2015年）[5]
- 《仙樂都手記》（2015年）[22]

## 音樂作品
2015年，吳堯堯向聲樂老師梁月玲學習歌唱技巧，並自資推出歌曲《新出發》，於2016年發行，歌曲以其入行以來的經歷過的高山低谷為題材，其後於同年主唱電影《屍小姐Z》的主題曲《別人的幸福》。2019年，吳堯堯發行首張個人音樂專輯《從新·感動》，專輯收錄了《新出發》、《別人的幸福》及《美麗約定》三首歌曲。
| CD       | CD         | CD          | CD          | CD                   | CD                   | CD                      | CD    |
| 曲序     | 曲目       |             | 作曲        | 编曲                 | 製作人               | 备注                    | 时长  |
| -------- | ---------- | ----------- | ----------- | -------------------- | -------------------- | ----------------------- | ----- |
| 1.       | 別人的幸福 | 鄭志忠      | 以嵐 吳堯堯 | Auson Au Gordon Yick | Auson Au Gordon Yick | 電影《屍小姐Z》的主題曲 | 4:10  |
| 2.       | 美麗約定   | 鄭志忠      | 以嵐        |                      |                      |                         | 3:39  |
| 3.       | 新出發     | Jones Cheng | 泓楠        | 泓楠                 | Auson Au Gordon Yick |                         | 4:00  |
| 总时长： | 总时长：   | 总时长：    | 总时长：    | 总时长：             | 总时长：             | 总时长：                | 11:49 |

## 社會公益
吳堯堯入行至今，參與的主要慈善工作及公益活動包括於2014至1015年度為微笑企業頒獎禮擔任評審委員會委員，向零售業界推動微笑服務。自2015年起，吳堯堯出任香港潑水節主辦單位成員，參與有關的宣傳活動，協助推廣傳統文化。2017年，吳堯堯出席抗毒活動，宣揚禁毒訊息，以及參與以禮助人協會的活動，協助派發嬰兒奶粉給有需要人士；2018年，吳堯堯參與「香港康復力量」的傷健跳繩破世界紀錄活動，宣揚傷健共融的訊息；2019年，吳堯堯到老人院進行探訪，並參與《友情有愛》敬老活動，與長者一同慶祝母親節，其後獲天水圍婦聯邀請擔任慈善大使，參與探訪活動，並與歌手楊峰一同舉辦《2019友情有義慈善音樂會》，籌款幫助弱勢社群。